# Tyler Wagner
Tyler Joseph Wagner (né le 24 janvier 1991 à Las Vegas, Nevada, États-Unis) est un lanceur droitier des Diamondbacks de l'Arizona de la Ligue majeure de baseball.

## Carrière

### Brewers de Milwaukee
Tyler Wagner est arrêt-court et lanceur à l'école secondaire Bishop Gorman High, à Las Vegas. Lanceur de relève des Utes, il établit le record de l'université de l'Utah avec 17 sauvetages durant sa carrière universitaire. Wagner est repêché par les Brewers de Milwaukee au 4e tour de sélection en 2012.
Ses débuts en ligues mineures dans l'organisation des Brewers sont pénibles en 2012, alors que sa moyenne de points mérités se chiffre à 7,77 en 48 manches et deux tiers lancées pour le club-école de niveau recrues, mais il renverse la vapeur rapidement et, en 2014, affiche une moyenne de points mérités de 1,86 en 150 manches de travail, avec 13 victoires pour les Manatees de Brevard County, en classe A+. Wagner est lanceur partant dans les mineures. Détenteur d'une moyenne de points mérités de 2,01 en 9 départs pour amorcer la saison 2015, il passe directement du Double-A aux majeures, devenant le premier joueur des Shuckers de Biloxi, une nouvelle franchise de ligues mineures, à graduer au plus haut niveau.
Tyler Wagner fait ses débuts dans le baseball majeur comme lanceur partant des Brewers de Milwaukee le 31 mai 2015 face aux Diamondbacks de l'Arizona. Il effectue 3 départs pour Milwaukee, encaisse deux défaites et accorde 11 points en 13 manches et deux tiers lancées avec seulement 5 retraits sur des prises.

### Diamondbacks de l'Arizona
Le 30 janvier 2016, Tyler Wagner et le joueur d'arrêt-court Jean Segura sont échangés des Brewers de Milwaukee aux Diamondbacks de l'Arizona contre la lanceur droitier Chase Anderson, le vétéran joueur de deuxième but Aaron Hill et l'arrêt-court des ligues mineures Isan Diaz.